# Gastonia (planta)
Gastonia es un género de plantas dicotiledóneas, de la familia de la Hedera y del  ginseng, Araliaceae. La representan 9 especies.

## Taxonomía
El género fue descrito por Comm. ex Lam. y publicado en Encyclopédie Méthodique, Botanique 2: 610. 1788. La especie tipo es: Gastonia cutispongia

## Especies
- Gastonia crassa
- Gastonia cutispongia
- Gastonia duplicata
- Gastonia elegans
- Gastonia lionnetii
- Gastonia rodriguesiana
- Gastonia sechellarum
  - G. sechellarum var. contracta
  - G. sechellarum var. curiosae
  - G. sechellarum var. sechellarum
- Gastonia serratifolia
- Gastonia spectabilis